# John Mowbray, 2. Duke of Norfolk

Wappen von Thomas de Mowbray

John Mowbray, 2. Duke of Norfolk KG (* 1392; † 19. Oktober 1432 in Epworth, North Lincolnshire) war ein englischer Adliger. Seine Eltern waren Thomas Mowbray, 1. Duke of Norfolk (* 22. März 1366; † 22. September 1399), und dessen zweite Ehefrau, Lady Elisabeth FitzAlan. Er ist der jüngere Bruder von Thomas Mowbray, 4. Earl of Norfolk.
1399 war Johns Vater durch Richard II. im Zuge der Ereignisse um die Lords Appellant und den Tod von Thomas of Woodstock, 1. Duke of Gloucester, verbannt worden und im gleichen Jahr im Exil gestorben. Das Dukedom war zunächst aufgehoben, und Johns älterer Bruder Thomas erbte die Titel Earl of Norfolk und Earl of Nottingham, die nach dessen Tod 1405 dem Jüngeren zufiel.
1415 war John an den Vorbereitungen der Frankreich-Kampagne Heinrichs V. beteiligt und war vor der Abreise des Heeres Teilnehmer des Gerichts über Richard of Conisburgh, Vater von Richard Plantagenet, 3. Duke of York, und Großvater von Eduard IV. und Richard III. Er nahm an der Belagerung Harfleurs teil, fehlte aber wegen einer Erkrankung bei der Schlacht von Azincourt.
1425 erhielt er durch die Regenten Heinrichs VI. aufgrund seiner treuen Dienste die erneuerte Dukedom seines Vaters zurück.
John war mit Katherine Neville, Tochter von Ralph Neville, 1. Earl of Westmorland, und Joan Beaufort, verheiratet. Katharina war eine ältere Schwester von Cecily Neville, Ehefrau von Richard Plantagenet, sowie von Anne Neville, Ehefrau von Humphrey Stafford, 1. Duke of Buckingham.
John und Katherine hatten einen Sohn, John (* 1415 † 1461), der nach dem Tode seines Vaters das Erbe antrat.
Siehe auch: Haus Mowbray